# Plan neige

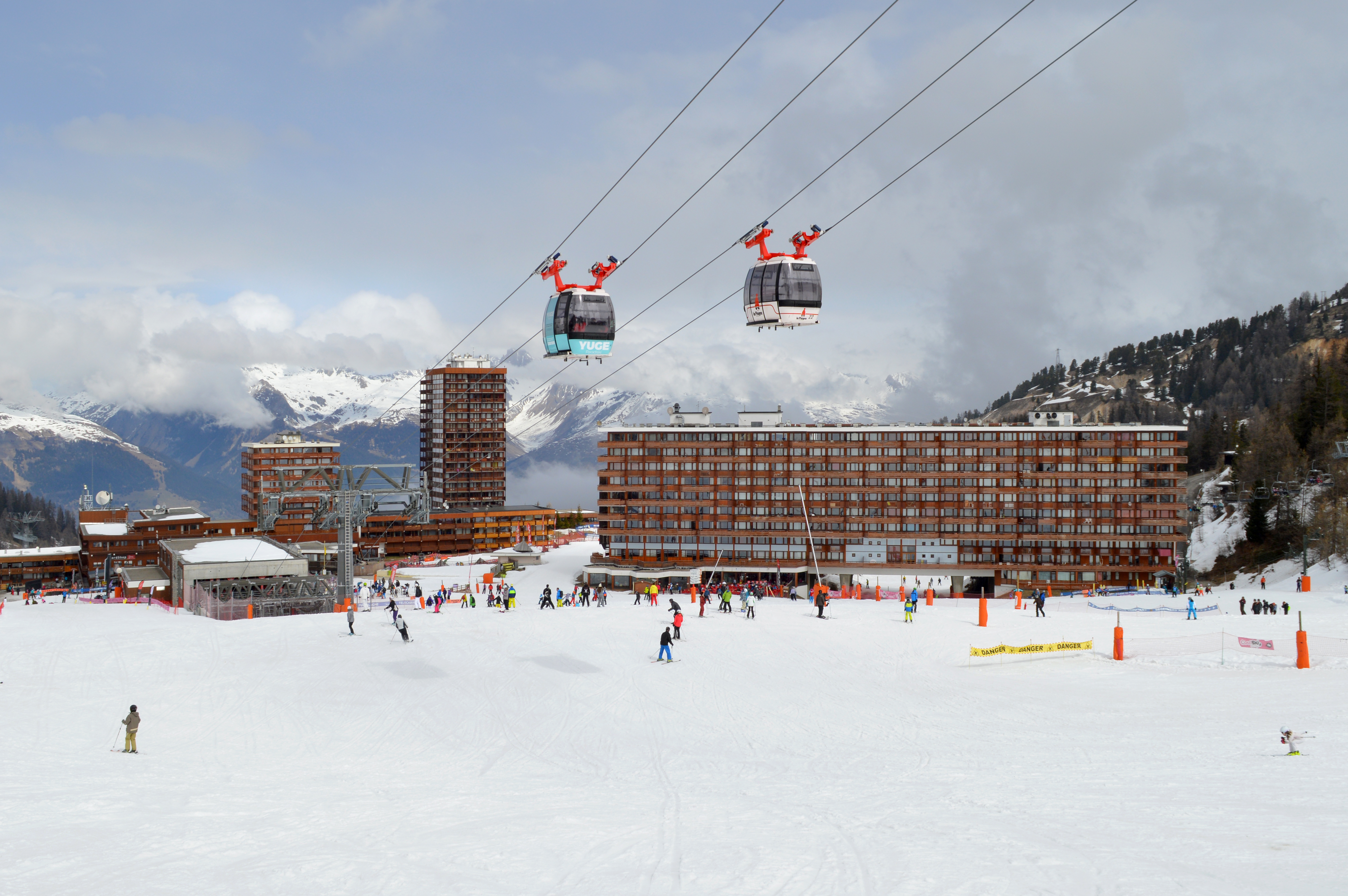
La Plagne, geopend in 1961, kan beschouwd worden als het model voor de plans neige. Het was een van de eerste skidorpen van de 3e generatie: hooggelegen, geïntegreerd, rationeel en autovrij.

Een plan neige (Frans voor 'sneeuwplan') is in Frankrijk een van de overheidsprojecten tussen 1964 en 1977 om in het hooggebergte wintersportgebieden te ontwikkelen.
Het eerste plan neige uit 1964 moest "een concept bepalen voor uiterst functionele skiresorts op grote hoogte, volledig in het teken van skiën, gebaseerd op een verticaal urbanisme; unieke partnerschappen aangaan met lokale overheden; en een nieuwe generatie hoogperformante skiresorts uitbouwen die buitenlandse valuta kunnen aantrekken." Het plan wilde tegemoetkomen aan de mogelijkheid dat skigebieden op lagere hoogte onvoldoende sneeuwzekerheid boden, trachtte de toeristische ontwikkeling in het hooggebergte te rationaliseren en wilde de Frans wintersportsector sterk uitbouwen. Het plan neige voorzag in goedkope leningen en onteigeningen door de staat voor nieuwe skidorpen.
Skigebieden als Flaine, Les Arcs, Tignes, SuperDévoluy en Avoriaz zijn producten hiervan. De verschillende plans neiges resulteerden in 150.000 nieuwe bedden tussen 1964 en 1977, verdeeld over 20 nieuwe en 23 bestaande skigebieden. Oorspronkelijk waren er meer dubbel zoveel bedden voorzien.
In 1977 maakte president Valéry Giscard d'Estaing een einde aan de sneeuwplannen. Met de Vallouisetoespraak wilde Giscard d'Estaing de weg inslaan van een duurzamer toerisme.

## Bron
- (fr)  "Plan Neige" (Géoconfluences)